# Club Social y Deportivo Macará
Club Social y Deportivo Macará is een professionele voetbalclub uit Ambato, Ecuador. De club werd opgericht op 27 augustus 1942 door een groep jongeren in de stad. Ze besloten de club 'Macará' te geven als eerbetoon aan de grensstad met dezelfde naam die een belangrijke rol speelde in de grensoorlog met Peru. De kleur blauw als clubkleur werd gekozen als een teken van bewondering voor het sterke Uruguayaanse nationale elftal van dat moment.

## Erelijst
- Serie B

Winnaar (4): 1971, 1998, 2005 [C], 2016
Runner-up (2): 2003, 2011
- Segunda Categoría

Winnaar (4): 1975, 1979, 1985, 1996
Runner-up (2): 1969, 1978

## Stadion
Macará speelt zijn thuiswedstrijden in het Estadio Bellavista, wat ze moeten delen met rivaal en stadsgenoot Club Deportivo Técnico Universitario. Het stadion heeft een capaciteit van 22.000 toeschouwers en in 1993 werden er enkele wedstrijden van de Copa America gespeeld.

## Trainer-coaches
- Víctor Luna (2005-2006)

América de Quito · 
Aucas ·
Barcelona ·
Delfín ·
Deportivo Cuenca ·
Deportivo Macará ·
Fuerza Amarilla · 
Guayaquil City · 
Mushuc Runa	· 
El Nacional · 
Emelec ·
Independiente del Valle ·
Olmedo · 
LDU Quito ·
Técnico Universitario ·
Universidad Católica